# Tetrahydropalmatin
Tetrahydropalmatin (eng: Tetrahydropalmatine) ofta förkortat  THP, är en kemisk förening med formeln C21H25NO4. Ämnet är en neuroaktiv alkaloid som förekommer i flera växter, framför allt i släktet Nunneörter, men även i bland annat  Stephania rotunda. THP används traditionellt inom kinesisk örtmedicin för att lindra smärta, och den anses även ha en lugnande effekt. Kineserna har utvunnit ämnet ur plantor som Corydalis och Stephania. Den moderna läkemedelsindustrin har på kemisk väg framställt det avsevärt mer potenta LEVO-THP, som under olika patenterade varumärken har marknadsförts över världen som ett alternativ till både ångestdämpande och lugnande preparat som tillhör gruppen bensodiazepiner och smärtstillande medel som opiater. Den säljs även som ett så kallat "kosttillskott".
Flera fall av förgiftningar knutna till THP har emellertid rapporterats. Dessa handlar framför allt om negativ påverkan på andningen, hjärtat och nervsystemet, samt om kronisk hepatit (leverinflammation) som orsakats av otillräckligt sterila tillverkningsförhållanden i framför allt östra Asien. Dödsfall började rapporteras år 1999 i fall där THP använts i kombination med andra mediciner som är smärtlindrande och ångestdämpande. Samtliga dödsfall 1999 kunde knytas till en enda av de THP-baserade kosttillskotten, nämligen "Jin Bu Huan Anodyne Tablets", och produkten svartlistades av amerikanska och europeiska hälsovårdsmyndigheter. I andra länder, särskilt i Singapore, klassificeras THP som en kontrollerad substans och licens krävs för att få sälja den.  
Djurförsök har visat att den lugnande effekten är ett resultat av att dopaminerga nervceller i hjärnan blockeras. Dopamin är en av de viktigaste signalsubstanserna i centrala nervsystemet där den förekommer i en rad viktiga system som bland annat reglerar muskelrörelser, vakenhet, glädje, entusiasm, och kreativitet. THP framkallar därför inga euforiska känslor, utan sågs som ett alternativ till beroendeframkallande mediciner av människor med ångestsjukdomar och smärttillstånd och som en möjlighet till lindring för människor som inte hjälps av vanliga läkemedel.

## Identifikatorer
PubChem 72301